# Sant'Angelo di Roccalvecce
Sant angelo è una frazione del comune di Viterbo con 555 abitanti altitudine 802 m s l m  prefisso 0761 regione Lazio stato italia provincia viterbo 
1. ↑   UAAR | Unione degli Atei e degli Agnostici Razionalisti, su www.uaar.it. URL consultato il 19 agosto 2025.